# Cambounet-sur-le-Sor
Cambounet-sur-le-Sor (en occitan Cambonet de Sòr) est une commune française située dans le département du Tarn, en région Occitanie. Sur le plan historique et culturel, la commune est dans le Castrais, un territoire essentiellement agricole, entre la rive droite de l'Agout au sud et son affluent, le Dadou, au nord.
Exposée à un climat océanique altéré, elle est drainée par le Sor, le Ruisseau du Bernazobre et par divers autres petits cours d'eau. La commune possède un patrimoine naturel remarquable :  un espace protégé (la réserve naturelle régionale de Cambounet-sur-le-Sor) et une zone naturelle d'intérêt écologique, faunistique et floristique.
Cambounet-sur-le-Sor est une commune rurale qui compte 972 habitants en 2022, après avoir connu une forte hausse de la population depuis 1962. Elle est dans l'agglomération de Castres et fait partie de l'aire d'attraction de Castres. Ses habitants sont appelés les Cambounetois ou  Cambounetoises.

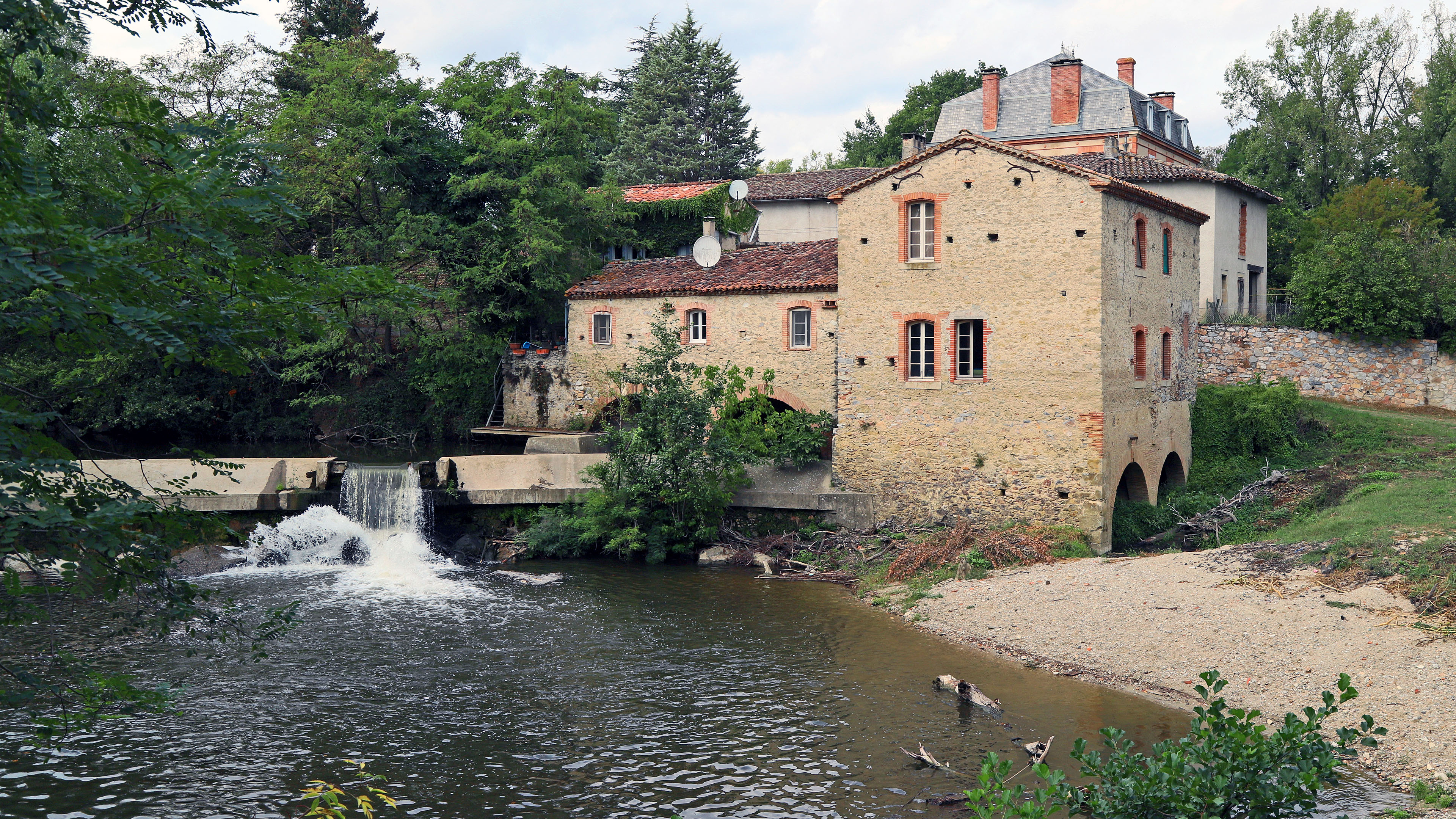
Le moulin sur le Sor

## Géographie

### Localisation
Commune de l'aire urbaine de Castres située dans son unité urbaine, au sud-ouest de la ville de Castres sur le Sor.

### Communes limitrophes
Les communes limitrophes sont  Saint-Germain-des-Prés, Saïx, Soual, Sémalens et Viviers-lès-Montagnes.
|                        | Sémalens             |                       |
| Saint-Germain-des-Prés | Cambounet-sur-le-Sor | Saïx                  |
|                        | Soual                | Viviers-lès-Montagnes |

### Voies de communication et transports
La commune est desservie par des lignes régulières du réseau régional liO : la ligne 760 la relie à Toulouse et à Castres ou Mazamet ; la ligne 767 la relie à Castres ou à Revel ; la ligne 768 la relie à Mazamet ou à Sémalens.

### Hydrographie
La commune est dans le bassin de la Garonne, au sein du bassin hydrographique Adour-Garonne. Elle est drainée par le Sor, le ruisseau du Bernazobre, Rieu Sonnier, le ruisseau d'en Calarot, le ruisseau du Rivalou et par divers petits cours d'eau, qui constituent un réseau hydrographique de 15 km de longueur totale,.
Le Sor, d'une longueur totale de 60,9 km, prend sa source dans la commune d'Arfons et s'écoule du nord-est au sud-ouest puis se réoriente au nord-ouest puis au nord. Il traverse la commune et se jette dans l'Agout à Sémalens, après avoir traversé 16 communes.
Le ruisseau du Bernazobre, d'une longueur totale de 24,9 km, prend sa source dans la commune d'Escoussens et s'écoule vers le nord puis se réoriente vers l'ouest. Il traverse la commune et se jette dans le Sor sur le territoire communal, après avoir traversé 8 communes.

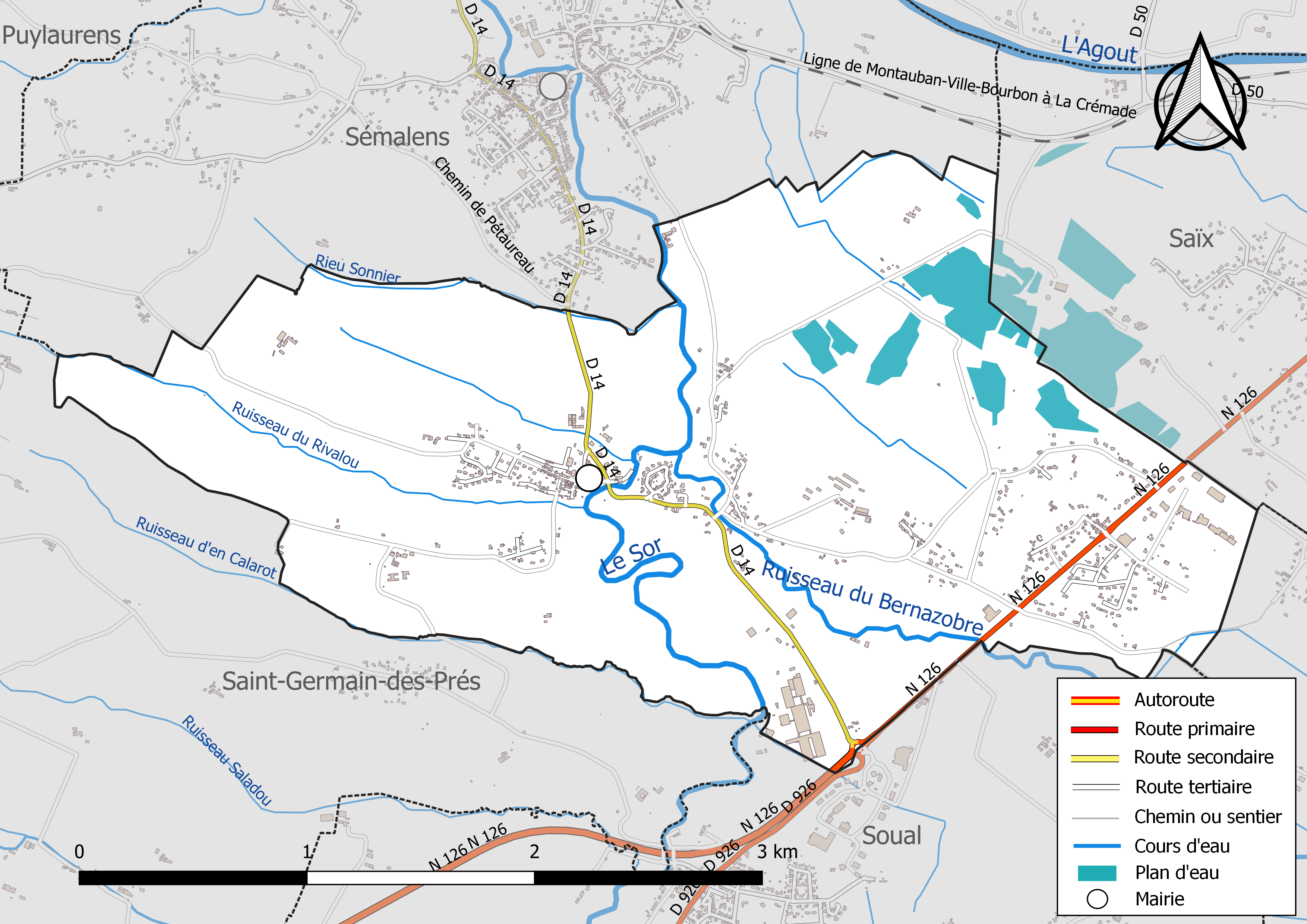
Réseaux hydrographique et routier de Cambounet-sur-le-Sor.

### Climat
Pour des articles plus généraux, voir Climat de l'Occitanie et Climat du Tarn.
En 2010, le climat de la commune est de type climat du Bassin du Sud-Ouest, selon une étude du Centre national de la recherche scientifique s'appuyant sur une série de données couvrant la période 1971-2000. En 2020, Météo-France publie une typologie des climats de la France métropolitaine dans laquelle la commune est exposée à un climat océanique altéré et est dans la région climatique Aquitaine, Gascogne, caractérisée par une pluviométrie abondante au printemps, modérée en automne, un faible ensoleillement au printemps, un été chaud (19,5 °C), des vents faibles, des brouillards fréquents en automne et en hiver et des orages fréquents en été (15 à 20 jours).
Pour la période 1971-2000, la température annuelle moyenne est de 13,5 °C, avec une amplitude thermique annuelle de 15,9 °C. Le cumul annuel moyen de précipitations est de 740 mm, avec 8,2 jours de précipitations en janvier et 5,5 jours en juillet. Pour la période 1991-2020, la température moyenne annuelle observée sur la station météorologique de Météo-France la plus proche, « Puylaurens », sur la commune de Puylaurens à 8 km à vol d'oiseau, est de 14,4 °C et le cumul annuel moyen de précipitations est de 782,0 mm. 
La température maximale relevée sur cette station est de 42,5 °C, atteinte le 13 août 2003 ; la température minimale est de −16,5 °C, atteinte le 16 janvier 1985,,.
Les paramètres climatiques de la commune ont été estimés pour le milieu du siècle (2041-2070) selon différents scénarios d'émission de gaz à effet de serre à partir des nouvelles projections climatiques de référence DRIAS-2020. Ils sont consultables sur un site dédié publié par Météo-France en novembre 2022.

### Milieux naturels et biodiversité

#### Espaces protégés
La protection réglementaire est le mode d’intervention le plus fort pour préserver des espaces naturels remarquables et leur biodiversité associée,.
Un  espace protégé est présent sur la commune : 
la réserve naturelle régionale de Cambounet-sur-le-Sor, classée en 1990 puis reclassée en 2013 et d'une superficie de 31,4 ha, qui est une zone humide se composant de plusieurs bassins d’anciennes gravières colonisés par les jonçaies, typhaies, saules, peupliers et prairies. C’est un lieu de vie idéale pour l’avifaune,.

#### Zones naturelles d'intérêt écologique, faunistique et floristique

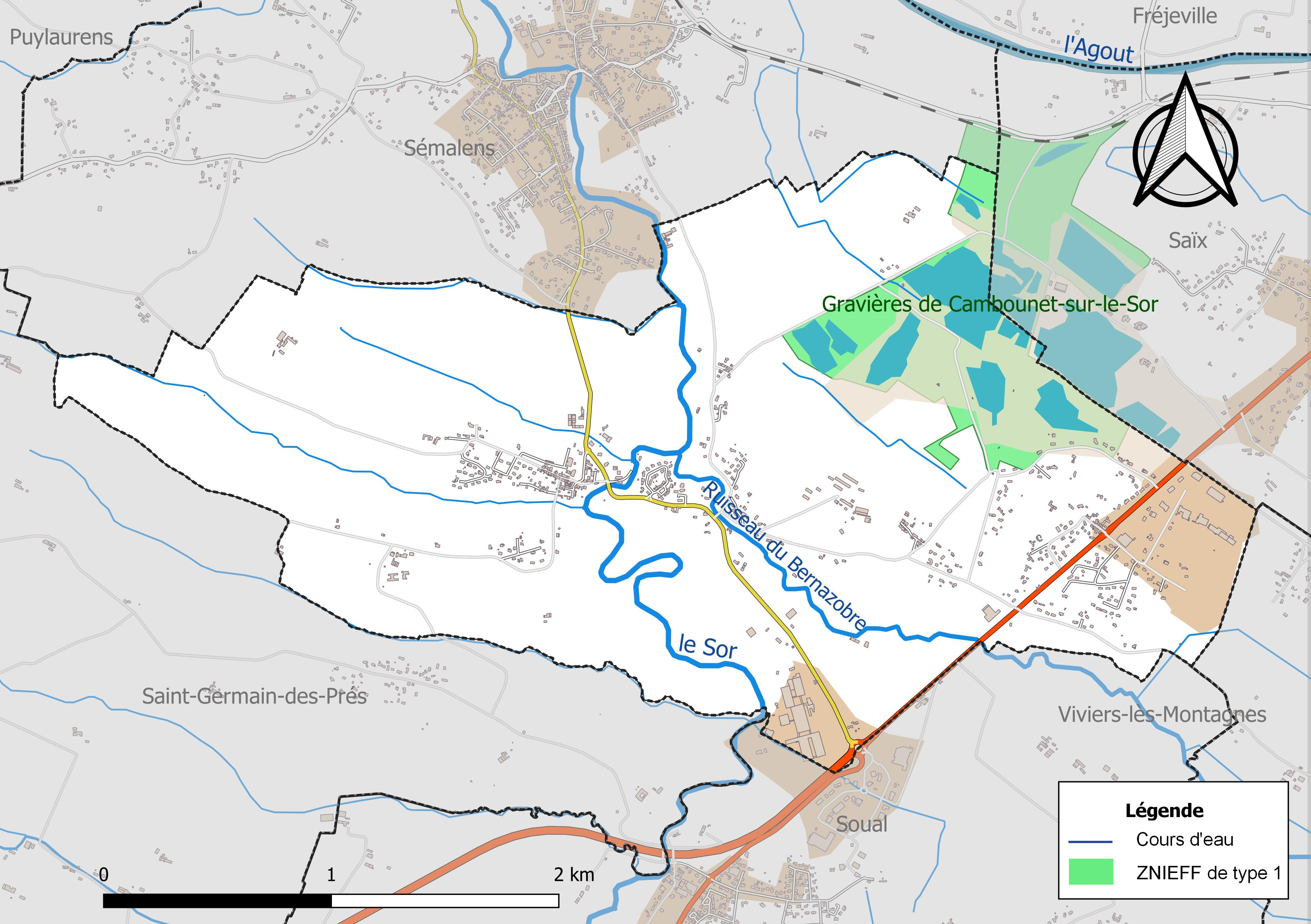
Carte de la ZNIEFF de type 1 localisée sur la commune.

L’inventaire des zones naturelles d'intérêt écologique, faunistique et floristique (ZNIEFF) a pour objectif de réaliser une couverture des zones les plus intéressantes sur le plan écologique, essentiellement dans la perspective d’améliorer la connaissance du patrimoine naturel national et de fournir aux différents décideurs un outil d’aide à la prise en compte de l’environnement dans l’aménagement du territoire.
Une ZNIEFF de type 1 est recensée sur la commune :
les « gravières de Cambounet-sur-le-Sor » (113 ha), couvrant 3 communes du département.

## Urbanisme

### Typologie
Au 1er janvier 2024, Cambounet-sur-le-Sor est catégorisée commune rurale à habitat dispersé, selon la nouvelle grille communale de densité à sept niveaux définie par l'Insee en 2022.
Elle appartient à l'unité urbaine de Castres, une agglomération intra-départementale regroupant huit  communes, dont elle est une commune de la banlieue,,. Par ailleurs la commune fait partie de l'aire d'attraction de Castres, dont elle est une commune de la couronne,. Cette aire, qui regroupe 55 communes, est catégorisée dans les aires de 50 000 à moins de 200 000 habitants,.

### Occupation des sols
L'occupation des sols de la commune, telle qu'elle ressort de la base de données européenne d’occupation biophysique des sols Corine Land Cover (CLC), est marquée par l'importance des territoires agricoles (71,6 % en 2018), en diminution par rapport à 1990 (90,2 %). La répartition détaillée en 2018 est la suivante : 
terres arables (45,7 %), zones agricoles hétérogènes (25,9 %), zones urbanisées (13,4 %), espaces verts artificialisés, non agricoles (8,3 %), zones industrielles ou commerciales et réseaux de communication (5,8 %), forêts (0,9 %). L'évolution de l’occupation des sols de la commune et de ses infrastructures peut être observée sur les différentes représentations cartographiques du territoire : la carte de Cassini (XVIIIe siècle), la carte d'état-major (1820-1866) et les cartes ou photos aériennes de l'IGN pour la période actuelle (1950 à aujourd'hui).

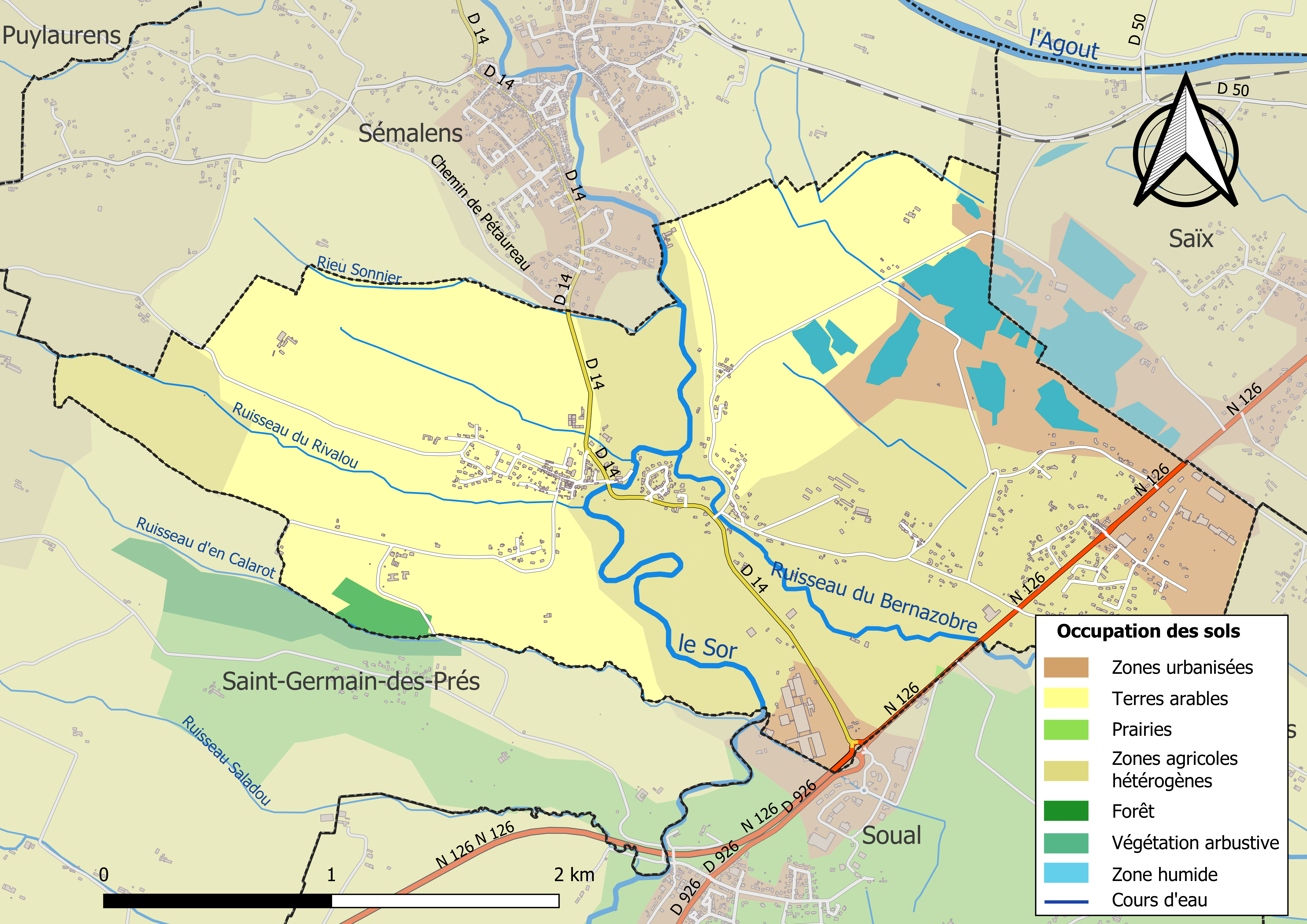
Carte des infrastructures et de l'occupation des sols de la commune en 2018 (CLC).

### Risques majeurs
Le territoire de la commune de Cambounet-sur-le-Sor est vulnérable à différents aléas naturels : météorologiques (tempête, orage, neige, grand froid, canicule ou sécheresse), inondations, mouvements de terrains et séisme (sismicité très faible). Il est également exposé à deux risques technologiques,  le transport de matières dangereuses et la rupture d'un barrage. Un site publié par le BRGM permet d'évaluer simplement et rapidement les risques d'un bien localisé soit par son adresse soit par le numéro de sa parcelle.

#### Risques naturels
Certaines parties du territoire communal sont susceptibles d’être affectées par le risque d’inondation par débordement de cours d'eau, notamment le Sor et le ruisseau du Bernazobre. La cartographie des zones inondables en ex-Midi-Pyrénées réalisée dans le cadre du XIe Contrat de plan État-région, visant à informer les citoyens et les décideurs sur le risque d’inondation, est accessible sur le site de la DREAL Occitanie. La commune a été reconnue en état de catastrophe naturelle au titre des dommages causés par les inondations et coulées de boue survenues en 1982, 1992, 2000, 2009, 2013 et 2018,.
Cambounet-sur-le-Sor est exposée au risque de feu de forêt. En 2022, il n'existe pas de Plan de Prévention des Risques incendie de forêt (PPRif). Le débroussaillement aux abords des maisons constitue l’une des meilleures protections pour les particuliers contre le feu,.

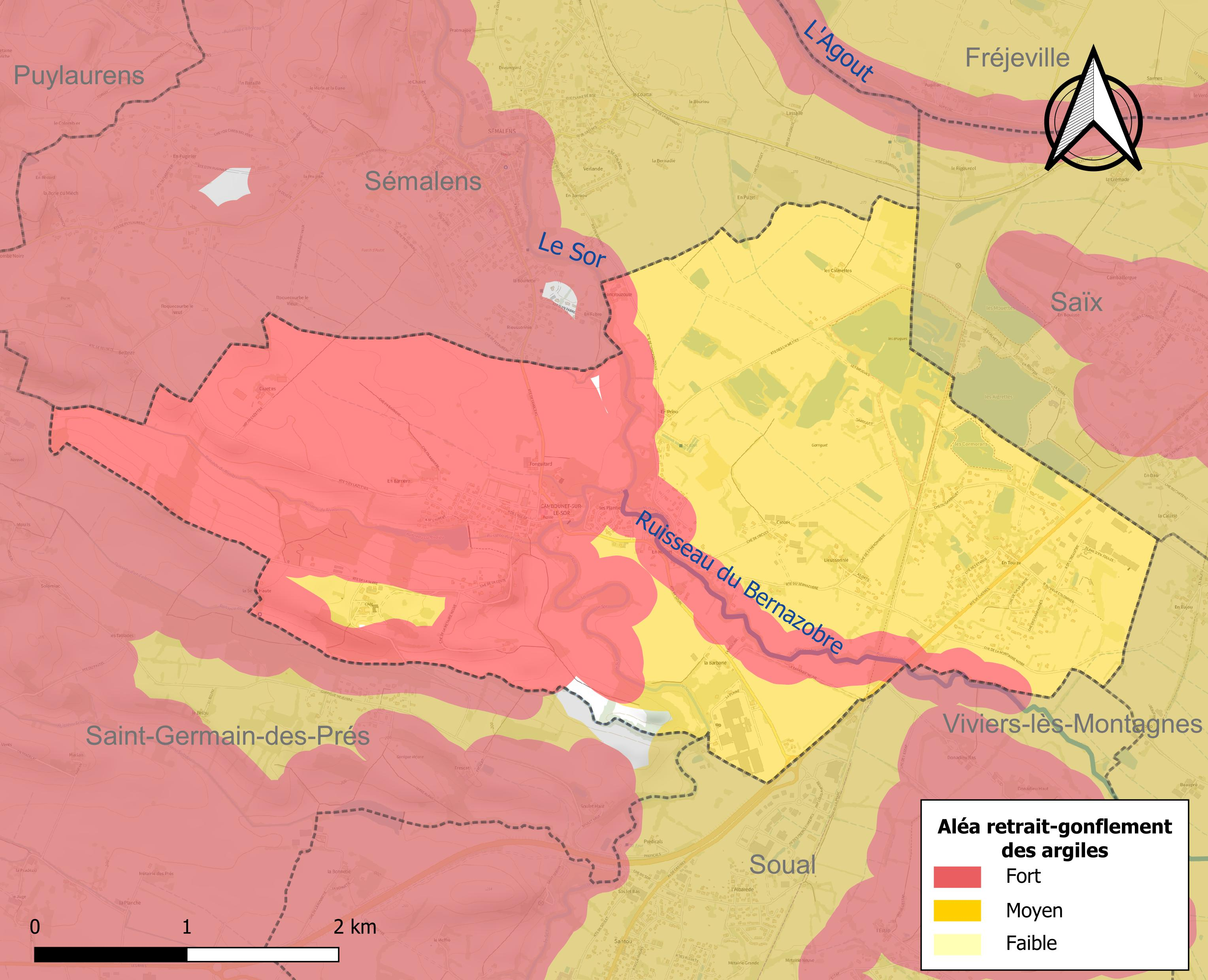
Carte des zones d'aléa retrait-gonflement des sols argileux de Cambounet-sur-le-Sor.

La commune est vulnérable au risque de mouvements de terrains constitué principalement du retrait-gonflement des sols argileux. Cet aléa est susceptible d'engendrer des dommages importants aux bâtiments en cas d’alternance de périodes de sécheresse et de pluie. 99,4 % de la superficie communale est en aléa moyen ou fort (76,3 % au niveau départemental et 48,5 % au niveau national). Sur les 392 bâtiments dénombrés sur la commune en 2019, 392 sont en aléa moyen ou fort, soit 100 %, à comparer aux 90 % au niveau départemental et 54 % au niveau national. Une cartographie de l'exposition du territoire national au retrait gonflement des sols argileux est disponible sur le site du BRGM,.
Par ailleurs, afin de mieux appréhender le risque d’affaissement de terrain, l'inventaire national des cavités souterraines permet de localiser celles situées sur la commune.

#### Risques technologiques
Le risque de transport de matières dangereuses sur la commune est lié à sa traversée par des infrastructures routières ou ferroviaires importantes ou la présence d'une canalisation de transport d'hydrocarbures. Un accident se produisant sur de telles infrastructures est susceptible d’avoir des effets graves sur les biens, les personnes ou l'environnement, selon la nature du matériau transporté. Des dispositions d’urbanisme peuvent être préconisées en conséquence.
La commune est en outre située en aval d'un barrage de classe A. À ce titre elle est susceptible d’être touchée par l’onde de submersion consécutive à la rupture de cet ouvrage.

## Histoire

### Héraldique
| Cambounet-sur-le-Sor | Son blasonnement est : De gueules aux trois losanges d'or. |

## Politique et administration
| Période                                  | Période  | Identité          | Étiquette | Qualité |
| ---------------------------------------- | -------- | ----------------- | --------- | --- |
| Les données manquantes sont à compléter. |          |                   |           | |
| mars 2001                                | En cours | Sylvain Fernandez | DVG       | Suppléant du sénateur Jean-Marc Pastor jusqu'en septembre 2014 Président de l'Association des maires du Tarn Président de la communauté de communes |

## Démographie
| 1793 | 1800 | 1806 | 1821 | 1831 | 1836 | 1841 | 1846 | 1851 |
| ---- | ---- | ---- | ---- | ---- | ---- | ---- | ---- | ---- |
| 304  | 352  | 392  | 374  | 391  | 402  | 422  | 427  | 423  |

| 1856 | 1861 | 1866 | 1872 | 1876 | 1881 | 1886 | 1891 | 1896 |
| ---- | ---- | ---- | ---- | ---- | ---- | ---- | ---- | ---- |
| 419  | 426  | 453  | 494  | 484  | 483  | 496  | 429  | 372  |

| 1901 | 1906 | 1911 | 1921 | 1926 | 1931 | 1936 | 1946 | 1954 |
| ---- | ---- | ---- | ---- | ---- | ---- | ---- | ---- | ---- |
| 365  | 386  | 366  | 318  | 331  | 346  | 323  | 325  | 309  |

| 1962 | 1968 | 1975 | 1982 | 1990 | 1999 | 2005 | 2006 | 2010 |
| ---- | ---- | ---- | ---- | ---- | ---- | ---- | ---- | ---- |
| 341  | 348  | 357  | 475  | 571  | 638  | 764  | 771  | 830  |

| 2015 | 2020 | 2022 | - | - | - | - | - | - |
| ---- | ---- | ---- | - | - | - | - | - | - |
| 906  | 943  | 972  | - | - | - | - | - | - |

## Économie

### Revenus
En 2018, la commune compte 375 ménages fiscaux, regroupant 950 personnes. La médiane du revenu disponible par unité de consommation est de 21 630 € (20 400 € dans le département).

### Emploi
|                | 2008  | 2013  | 2018  |
| -------------- | ----- | ----- | ----- |
| Commune        | 4,3 % | 8,2 % | 5,7 % |
| Département    | 8,2 % | 9,9 % | 10 %  |
| France entière | 8,3 % | 10 %  | 10 %  |

En 2018, la population âgée de 15 à 64 ans s'élève à 596 personnes, parmi lesquelles on compte 78,2 % d'actifs (72,5 % ayant un emploi et 5,7 % de chômeurs) et 21,8 % d'inactifs,. Depuis 2008, le taux de chômage communal (au sens du recensement) des 15-64 ans est inférieur à celui de la France et du département.
La commune fait partie de la couronne de l'aire d'attraction de Castres, du fait qu'au moins 15 % des actifs travaillent dans le pôle,. Elle compte 380 emplois en 2018, contre 328 en 2013 et 323 en 2008. Le nombre d'actifs ayant un emploi résidant dans la commune est de 437, soit un indicateur de concentration d'emploi de 87 % et un taux d'activité parmi les 15 ans ou plus de 63 %.
Sur ces 437 actifs de 15 ans ou plus ayant un emploi, 63 travaillent dans la commune, soit 14 % des habitants. Pour se rendre au travail, 94,8 % des habitants utilisent un véhicule personnel ou de fonction à quatre roues, 0,2 % les transports en commun, 2,5 % s'y rendent en deux-roues, à vélo ou à pied et 2,5 % n'ont pas besoin de transport (travail au domicile).

### Activités hors agriculture

#### Secteurs d'activités
79 établissements sont implantés  à Cambounet-sur-le-Sor au 31 décembre 2019. Le tableau ci-dessous en détaille le nombre par secteur d'activité et compare les ratios avec ceux du département,.
| Secteur d'activité                                                                                        | Commune | Commune | Département |
| Secteur d'activité                                                                                        | Nombre  | %       | %           |
| --- | ------- | ------- | ----------- |
| Ensemble                                                                                                  | 79      | 100 %   | (100 %)     |
| Industrie manufacturière, industries extractives et autres                                                | 20      | 25,3 %  | (13 %)      |
| Construction                                                                                              | 18      | 22,8 %  | (12,5 %)    |
| Commerce de gros et de détail, transports, hébergement et restauration                                    | 12      | 15,2 %  | (26,7 %)    |
| Information et communication                                                                              | 2       | 2,5 %   | (2,1 %)     |
| Activités financières et d'assurance                                                                      | 3       | 3,8 %   | (3,3 %)     |
| Activités immobilières                                                                                    | 4       | 5,1 %   | (4,2 %)     |
| Activités spécialisées, scientifiques et techniques et activités de services administratifs et de soutien | 10      | 12,7 %  | (13,8 %)    |
| Administration publique, enseignement, santé humaine et action sociale                                    | 2       | 2,5 %   | (15,5 %)    |
| Autres activités de services                                                                              | 8       | 10,1 %  | (9 %)       |

Le secteur de l'industrie manufacturière, des industries extractives et autres est prépondérant sur la commune puisqu'il représente 25,3 % du nombre total d'établissements de la commune (20 sur les 79 entreprises implantées  à Cambounet-sur-le-Sor), contre 13 % au niveau départemental.

#### Entreprises et commerces
Les cinq entreprises ayant leur siège social sur le territoire communal qui génèrent le plus de chiffre d'affaires en 2020 sont : 
- Pac Prefabricat Article Ciment, fabrication d'éléments en béton pour la construction (9 895 k€)
- Transports D. Diancoff Et Fils, transports routiers de fret interurbains (3 404 k€)
- Multibetons, activités des sociétés holding (284 k€)
- Pierre Fabre Agronomie, culture de céréales (à l'exception du riz), de légumineuses et de graines oléagineuses (173 k€)
- GP Service Industrie - Gpsi, conseil pour les affaires et autres conseils de gestion (160 k€)

### Agriculture
|               | 1988 | 2000 | 2010 | 2020 |
| ------------- | ---- | ---- | ---- | ---- |
| Exploitations | 18   | 12   | 9    | 7    |
| SAU (ha)      | 604  | 491  | 539  | 586  |

La commune est dans la « plaine de l'Albigeois et du Castrais », une petite région agricole occupant le centre du département du Tarn. En 2020, l'orientation technico-économique de l'agriculture  sur la commune est la polyculture et/ou le polyélevage. Sept exploitations agricoles ayant leur siège dans la commune sont dénombrées lors du recensement agricole de 2020 (18 en 1988). La superficie agricole utilisée est de 586 ha,,.

## Culture locale et patrimoine

### Lieux et monuments
Cambounet-sur-le-Sor comporte à découvrir :
- Le Château de la Serre (XVIe siècle), monument historique[39]. Il est privé.
- La Réserve naturelle régionale de Cambounet-sur-le-Sor.
- Église Saint-Jean-Baptiste de Cambounet-sur-le-Sor.

## Pour approfondir